# Chiesa di San Michele Arcangelo (Mirandola)
La chiesa di San Michele Arcangelo  è la parrocchiale di Cividale, frazione di Mirandola, in provincia di Modena. Appartiene alla zona pastorale 6 della diocesi di Carpi e risale al XIII secolo.
Come la vicina chiesa di San Pietro Apostolo di Fossa di Concordia, è una chiesa-santuario, ospitando dal 1738 la sacra immagine miracolosa della Beata Vergine del Borghetto.

## Storia e descrizione

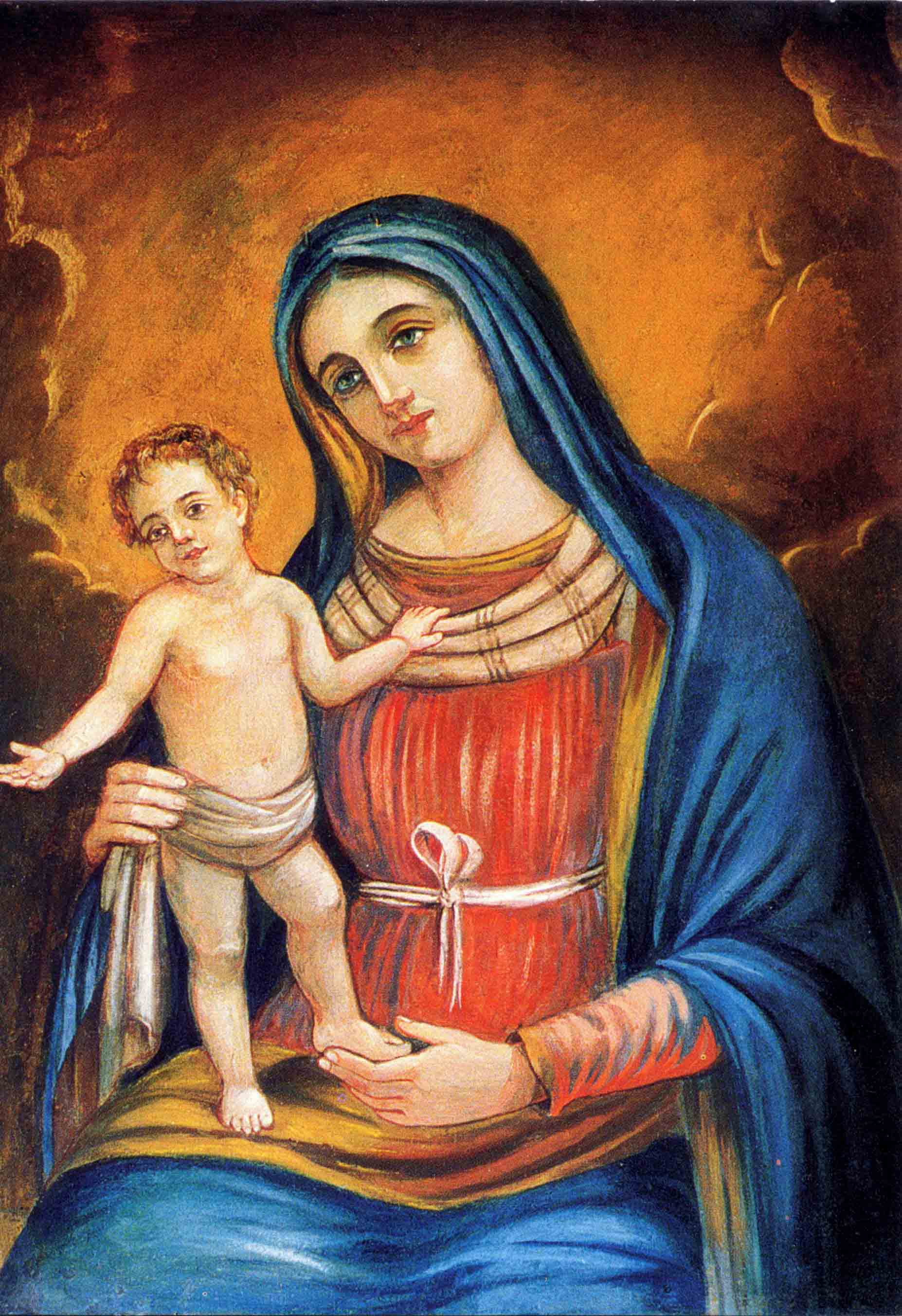
Immagine sacra della Beata Vergine del Borghetto

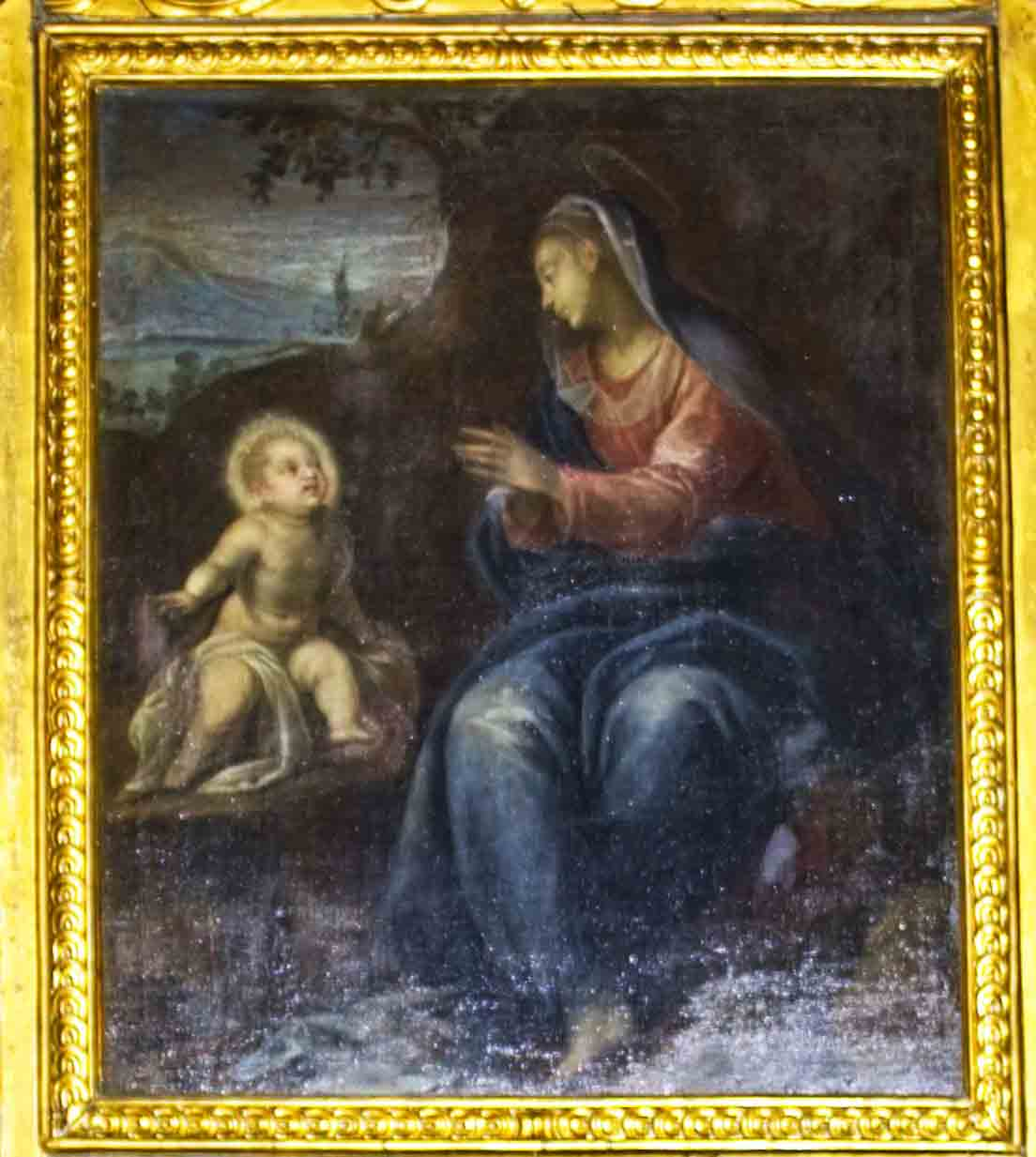
Sante Peranda, Madonna con bambino

Si presume che l'origine della chiesa sia almeno altomedievale, dato che l'etimologia del toponimo di Cividale deriva dal latino civitas, ma il suffisso -ale ricorda la dominazione che i longobardi esercitarono su questo territorio fino al IX secolo. L'intitolazione della chiesa all'Arcangelo Michele è particolarmente significativa perché Michele è il santo protettore secondo il culto micaelico presso i Longobardi. In posizione opposta rispetto al centro di Mirandola vi è la chiesa di San Martino Carano.
Già citata nel 1173, è una chiesa cinquecentesca dalla facciata semplice con portico rifatta nel 1710. Nel 1770 l'altare maggiore, decorato nella parte inferiore da un medaglione con l'immagine di san Michele Arcangelo, fu trasferito presso la Chiesa di San Martino Vescovo a San Martino Spino, dove è conservato.
L'interno, a tre navate, ospita diverse cappelle dedicate. Nella navata destra vi sono le cappelle di sant'Antonio Abate, del Santissimo Crocifisso e della Beata Vergine del Rosario, mentre nella navata sinistra vi sono le cappelle di San Luigi Gonzaga, della Madonna della Ghiara (con un dipinto della Madonna col bambino di Sante Peranda e un altare in scagliola del 1603) e della Madonna del Borghetto. Dietro l'altare maggiore vi è un coro ligneo del XVI secolo. Le vetrate risalgono al secondo dopoguerra. La chiesa è stata lesionata dal terremoto dell'Emilia del 2012, con il crollo della volta interna e il campanile gravemente danneggiato. 
All'interno vi è l'unico santuario presente sul territorio mirandolese, costituito da una cappella barocca con altare marmoreo, dove è conservata l'immagine sacra della Beata Vergine del Borghetto. Tale immagine si trovava in origine in un piccolo oratorio situato nell'incrocio di via Borghetto e via Mazzone. Nel 1733 divenne oggetto di culto popolare molto diffuso localmente e le autorità ecclesiastiche decisero di asportare l'affresco sacro trasferendolo a Cividale. Il 9 settembre 1736 il muro con l'immagine miracolosa (del peso di sette quintali) fu portato con una solenne processione lunga due chilometri fino alla chiesa di Cividale. All'interno di questa chiesa nel 1738 venne realizzato il santuario e l'oratorio del Borghetto venne demolito il giorno stesso della processione e sostituito successivamente da una colonna votiva nell'incrocio del Borghetto con via Mazzone e via Puviana. Nel 1815 la sacra immagine venne restaurata malamente dal pittore modenese Paolo Mazzi, che abbassò il braccio destro, originariamente benedicente, del bambino Gesù e ritoccò le vesti della Madonna. Nel mese mariano di maggio e nella seconda domenica di settembre (in occasione della sagra della Madonna del Borghetto), si svolge la processione religiosa sullo stesso percorso storico di 2 km dalla colonna votiva del Borghetto alla chiesa di Cividale.